# Sadık Esen
Sadık Esen (ur. w 1921 w Kolay, zm. w 1985) – turecki zapaśnik walczący w stylu wolnym. Olimpijczyk z Londynu 1948, gdzie zajął czwarte miejsce w kategorii plus 87 kg.